# Luzzana
Luzzana – miejscowość i gmina we Włoszech, w regionie Lombardia, w prowincji Bergamo.
Według danych na styczeń 2009 gminę zamieszkiwało 850 osób przy gęstości zaludnienia 257,6 os./km².